# Betatron
Betatron är en växelströmsmatad, transformatorliknande apparat, försedd med ett i magnetfältet inbäddat sekundärvarv, bestående av en torusformad evakuerad glastub eller dylikt, i vilken en elektronstråle under inverkan av magnetfältet accelereras till hög hastighet, i praktiken en enkel partikelaccelerator.
Den i betatronen alstrade betastrålningen användes inom medicinen för att alstra röntgenstrålar eller för kärnfysiska experiment. Idén att accelerera elektroner i en kretsformig bana med växelström går tillbaka på ett patent av en "induktionsaccelerator" av Joseph Slepian 1922, där elektronerna accelererades i spiralformiga banor med ett homogent växelfält. Någon sådan apparat konstruerades inte, eftersom man saknade metod att kunna skjuta ut elektronerna ur apparaten.
En betydelsefull insats gjordes av norrmannen Rolf Widerøe, som 1928 angav de villkor apparaten måste uppfylla för att accelerationen skulle kunna ske med konstant banradie. Flera forskare arbetade 1928-1940 med att beräkna hur man skulle kunna bygga användbara betatroner, men det var amerikanen Donald William Kerst vid Urbana University som 1940 blev den förste att konstruera en praktiskt användbar betatron som kunde accelerera elektroner till en slutligt energimassa på 2,3 MeV. På grundval av sina erfarenheter med denna apparat konstruerade han därefter en större Betatron med kapacitet att uppnå 20 Mev. General Elecrics verkstäder i Schenectady konstruerade 1944 en betatron med effekt av 100 Mev. Hos denna vägde enbart magnetstället 130 ton.
Den största betatronen konstruerades 1950 av Kerst och uppnådde en effekt av 300 MeV. Betatronen ersattes senare på grund av sin otymplighet av andra acceleratorer.